# Huaisha He
Huaisha He eller Huaishafloden (kinesiska: 怀沙河) är ett vattendrag i Kina. Det ligger i storstadsområdet Peking, i den norra delen av landet, omkring 49 kilometer norr om stadskärnan. Huaisha He rinner ut i Huairoureservoaren.